# Коротких Сергій Аркадійович
Сергій Аркадійович Коротких (прізвиська: Малюта, Боцман, Захар Лаврєнтьєв тощо; нар. 1974, Тольятті, РРФСР, СРСР) — учасник російських та білоруських неонацистських  організацій, український розвідник і політик.
У 1992-1994-их роках був командиром невідомого білоруського військового підрозділу. З 1990-их по 2010-ті був учасником різноманітних неонацистських організацій Білорусі та Росії. Після переїзду в Україну у 2014, став протеже Арсена Авакова: у 2014-2015-их роках був командиром розвідроти полку українського військового підрозділу «Азов» що підпорядковується МВС України під керівництвом Арсена Авакова. З 2015 року працює у різних силових відомствах МВС України Авакова (керівник відділу охорони об'єктів стратегічного значення при Департаменті Державної служби охорони при МВС України тощо) та займається політикою як член наближеної до Авакова партії «Національний корпус» очолюваною керівником полку «Азов» Андрієм Білецьким. Брав участь у русі «Окупай-педофіляй».

## Життєпис

### Діяльність у Білорусі
Народився в Тольятті (Росія), але згодом переїхав із батьками в Білорусь. З 1992 до 1994 року служив у білоруському війську в розвідувальному батальйоні. Після служби в армії вступив до школи КДБ, де провчився два роки. За його словами, він був виключений зі школи КДБ 1996 року, за участь в опозиційній ході «Чорнобильський шлях» та сутичках із міліцією під час неї. Водночас члени Білоруського народного фронту в коментарях ЗМІ висловлювали сумніви, чи справді Коротких брав участь у ході.
1999 року (за іншими даними — 1994) долучився до Білоруської регіональної організації Російської національної єдності (РНЄ), де став керівником служби безпеки. В організацію його привів Валерій Ігнатович — його друг і далекий родич, засуджений 2002 року за вбивство п'яти людей і викрадення новинаря Дмитра Завадського. За словами Коротких, РНЄ тоді була субкультурою, що намагалася стати політичною організацією, а гроші на діяльність заробляла «кришуванням» ринків, перегоном автомобілів та охороною заходів та об'єктів навколоцерковних структур. 1999 року брав участь у бійці між активістами РНЄ та БНФ, серед яких був Андрій Санніков. Коротких називав бійку «звичайною субкультурною розбіркою», натомість постраждалі стверджували, що напад організували білоруські спецслужби.

### Діяльність у Росії
Переїхав до Росії,[коли?] де був співзасновником та одним із лідерів Націонал-соціалістичного товариства — однієї з найбагатших неонацистських організацій у Росії.
Ізраїльський режисер Владі Антоневич в інтерв'ю «Радіо Свобода» стверджує, що 2007 року Коротких здійснив вбивство жителя Дагестану Шаміля Адамонова та нерозпізнаного таджика; на місці злочину також були присутні Максим Марцинкевич та керівник Націонал-соціалістичного товариства Дмитро Румянцев. Знімання вбивства згодом було поширене в інтернеті під назвою «Страта даґа і таджика» (рос. «Казнь дага и таджика») і містила погрози нелегальним мігрантам неслов'янських національностей. Також Антоневич стверджує, що Коротких здійснив це вбивство за завданням російських спецслужб, які мали на меті примушення Румянцева до співпраці шляхом шантажування участю в тяжкому злочині
2010 року Верховний Суд РФ заборонив діяльність НСТ, російські силовики почали затримувати членів організації, багато з них опинилися в тюрмі, але засновників, зокрема Сергія Коротких, силовики не чіпали. В лютому 2013 року Коротких і Марцинкевич були затримані за бійку з білоруськими антифашистами, під час якої Коротких завдав ножових поранень противнику. Через десять днів їх відпустили, справу закрили[чому?].

### Діяльність в Україні
Навесні 2014 року переїхав в Україну, воював у складі батальйону «Азов».
У 2015—2017 роках керував відділом охорони об'єктів стратегічного значення при Департаменті Державної служби охорони при МВС України.
З 2017 займається політикою як член наближеної до Авакова партії «Національний корпус» очолюваною керівником полку «Азов» Андрієм Білецьким.

## Громадянство
У грудні 2014 року отримав українське громадянство; на той час він був єдиним з іноземних добровольців українського війська, який отримав паспорт громадянина України.

## Особисте життя
Коротких є близьким другом Олександра Авакова, сина міністра МВС Арсена Авакова.

## Статки
Згідно з декларацією держслужбовця за 2015 рік, Сергій Коротких купив собі у Києві дві квартири, приватний літак Л-39 «Альбатрос», та мав загалом близько мільйона доларів

## Контроверсійності

### Робота на російські/білоруські спецслужби
За даними британських журналістів з видання Bellingcat та українських журналістів з різних видань Коротких, імовірно, є агентом російських/білоруських спецслужб. За даними українського журналіста Дмитра Чекалкіна Коротких у 1990-ті починав свою кар'єру в російських спецслужбах діяльністю в білоруському КДБ, а згодом, після переїзду в Росію у 2000-их, і у російському ФСБ.
Сам Коротких численні звинувачення у шпигунстві на користь російських спецслужб рішуче відкидає.

### Участь у неонацистських організаціях Білорусі та Росії
З 1990-их по 2010-ті був учасником різноманітних російських націоналістично-неонацистських організацій Білорусі та Росії.

### Патронаж Коротких міністром МВС України Арсеном Аваковим
Згідно з розслідуваннями українського громадського активіста Валерія Маркуса Коротких є протеже міністра МВС України Арсена Авакова, який забезпечує Коротких імунітет від розслідування злочинів Коротких силовими органами МВС України.

### Звинувачення у вбивстві українського військовика з полку «Азов» Ярослава Бабича
На думку дружини вбитого, Лариси Бабич, та колишнього заступника комбата та ідеолога «Азова», який сьогодні вимушений переховуватися від помсти колишніх побратимів за кордоном, Олега Однороженка, у 2015 році Коротких був співвиконавцем вбивства українського військовика з полку «Азов» Ярослава Бабича.

### Звинувачення у вбивстві білоруського журналістаПавла Шеремета
У 2020 році журналісти Даріус Богуцький та Едуард Чекін опублікували розслідування, в якому вони стверджували, без наведення жодних доказів, що саме Коротких убив Павла Шеремета через події 16-річної давнини в Білорусі.

### Звинувачення структур американського бізнесмена Джорджа Сороса у лобіюванні «земельного закону» та у «переслідуванні» Коротких
Згідно з офіційним вебсайтом партії «Національний корпус» впродовж 2019—2020 років Коротких неодноразово давав інтерв'ю різноманітним проросійським виданням на кшталт strana.ua та був постійним гостем ефірів телепередач проросійських телеканалів NewsOne/ZIK/112. У одному з таких інтерв'ю, у січні 2020 року, даному проросійському виданню strana.ua Коротких заявив, що «проти [нього] почали працювати структури Сороса, коли [він] заявив про „зовнішнє управління“ країною». Місяцем раніше у грудні 2019 року Коротких у в ефірі телепередачі «Український формат» проросійського телеканалу NewsOne стверджував що «„лобіюванням земельного закону займається невелика група осіб — представників міжнародного спекулянта Сороса, щодо якого у США була підтримана петиція про те, щоб оголосити його терористом та конфіскувати майно, а на батьківщині, Угорщині, він нев'їзний“».